# Olympische Sommerspiele 1908/Rudern
Bei den IV. Olympischen Spielen 1908 fanden vier Wettbewerbe im Rudern statt. Ausgetragen wurden diese auf der Themse, genauer auf der traditionsreichen Strecke der Henley Royal Regatta bei Henley-on-Thames, rund 60 Kilometer westlich des Stadtzentrums von London gelegen.
Da die 1,5 Meilen (2414 m) lange Strecke auf der Themse sehr eng war, konnten jeweils nur zwei Boote gegeneinander antreten. Es kamen die Regeln der Amateur Rowing Association of England zur Anwendung. Es gab bei allen Wettbewerben keine Rennen um den dritten Platz.
Anzumerken ist, dass im Gegensatz zu allen anderen Sportarten nur die Goldmedaillen verliehen wurden; die hier angegebenen Silber- und Bronzemedaillen sind fiktiv und dienen lediglich der besseren Vergleichbarkeit mit anderen Olympischen Spielen.

## Einer
| Platz | Land | Athlet              | Zeit (min) |
| ----- | ---- | ------------------- | ---------- |
| 1     | GBR  | Harry Blackstaffe   | 9:26,0     |
| 2     | GBR  | Alexander McCulloch | k. A.      |
| 3     | GER  | Bernhard von Gaza   | k. A.      |
| 3     | HUN  | Károly Levitzky     | k. A.      |

Datum: 28. bis 31. Juli
Zu diesem Wettbewerb traten neun Ruderer aus sechs Ländern an. Vor den eigentlichen Vorläufen fand eine Qualifikation für den achten Vorlaufplatz statt, den der Deutsche von Gaza gewann. Dieser schied jedoch im Halbfinale aus. Das Finale schlug der 40-jährige Blackstaffe seinen halb so alten Landsmann McCulloch um eine Länge.

## Zweier ohne Steuermann
| Platz | Land | Athleten                        | Zeit (min) |
| ----- | ---- | ------------------------------- | ---------- |
| 1     | GBR  | John Fenning, Gordon Thomson    | 9:41,0     |
| 2     | GBR  | George Fairbairn, Philip Verdon | k. A.      |
| 3     | CAN  | Frederick Toms, Norway Jackes   | k. A.      |
| 3     | GER  | Martin Stahnke, Willy Düskow    | k. A.      |

Datum: 28., 30. und 31. Juli
Es nahmen vier Boote aus drei Ländern an diesem Wettbewerb teil. Deshalb waren keine Vorläufe notwendig und der Wettbewerb begann gleich mit den beiden Halbfinalpaarungen. Im Finale standen sich zwei Boote des Leander Club aus Henley-on-Thames gegenüber; Fenning/Thomson siegten deutlich mit 2½ Längen Vorsprung auf Fairbairn/Verdon.

## Vierer ohne Steuermann
| Platz | Land | Athleten                                                                                  | Zeit (min) |
| ----- | ---- | ----------------------------------------------------------------------------------------- | ---------- |
| 1     | GBR  | Magdalen College B. C. Collier Cudmore, Angus Gillan, Duncan Mackinnon, John Somers-Smith | 8:34,0     |
| 2     | GBR  | Leander Club Philip Filleul, Harold Barker, John Fenning, Gordon Thomson                  | k. A.      |
| 3     | NED  | Amstel Amsterdam Hermannus Höfte, Johan Burk, Bernardus Croon, Albertus Wielsma           | k. A.      |
| 3     | CAN  | Argonaut Rowing Club Gordon Balfour, Becher Gale, Charles Riddy, Geoffrey Taylor          | k. A.      |

Datum: 28. und 31. Juli
An diesem Wettbewerb nahmen vier Boote aus drei Ländern teil. In den Halbfinals setzten sich die beiden britischen Mannschaften deutlich gegen die ausländische Konkurrenz durch. Im Finale führte bis zur Hälfte der Strecke der Leander Club aus Henley-on-Thames, doch die Mannschaft des Magdalen College holte auf und gewann schließlich mit 1½ Längen Vorsprung.

## Achter
| Platz | Land | Athleten | Zeit (min) |
| ----- | ---- | --- | ---------- |
| 1     | GBR  | Leander Club Albert Gladstone, Frederick Kelly, Banner Johnstone, Guy Nickalls, Charles Burnell, Ronald Sanderson, Raymond Etherington-Smith, Henry Bucknall, Gilchrist Maclagan          | 7:52,0     |
| 2     | BEL  | Koninklijke Roeivereniging Club Gent Oscar Taelman, Marcel Morimont, Rémy Orban, Polydore Veirman, Georges Mys, François Vergucht, Oscar de Somville, Rodolphe Poma, Alfred van Landeghem | k. A.      |
| 3     | GBR  | Universität Cambridge B. C. Frank Jerwood, Eric Walter Powell, Oswald Carver, Edward Williams, Henry Goldsmith, Harold Kitching, John Burn, Douglas Stuart, Richard Boyle                 | k. A.      |
| 3     | CAN  | Argonaut Rowing Club Toronto Irvine Robertson, George Wright, Julius Thomson, Walter Lewis, Gordon Balfour, Becher Gale, Charles Riddy, Geoffrey Taylor, Douglas Kertland                 | k. A.      |

Datum: 29. bis 31. Juli
Es hatten sich zwar acht Mannschaften angemeldet, doch zum Start der Vorläufe erschienen nur sechs, da die Italiener ihre zwei Boote zurückgezogen hatten. Der Achter des Royal Club Nautique de Gand war das einzige ausländische, das bei diesen Ruderwettbewerben das Finale erreichte. Im Finale setzte sich aber der Leander Club aus Henley-on-Thames durch.

## Medaillenspiegel
| Platz | Mannschaft      | Goldmedaillen | Silbermedaillen | Bronzemedaillen | Gesamt |
| ----- | --------------- | ------------- | --------------- | --------------- | ------ |
| 1     | Großbritannien  | 4             | 3               | 1               | 8      |
| 2     | Belgien         |               | 1               |                 | 1      |
| 3     | Kanada          |               |                 | 3               | 3      |
| 4     | Deutsches Reich |               |                 | 2               | 2      |
| 5     | Niederlande     |               |                 | 1               | 1      |
| 5     | Ungarn          |               |                 | 1               | 1      |
| Summe | Summe           | 4             | 4               | 8               | 16     |